# Torneo de Belgrado 2011
El Serbia Open 2011 es un evento de tenis que se disputa en Belgrado, Serbia, se juega entre el 23 de abril y 1 de mayo de 2011 siendo parte de un torneo de la ATP World Tour 250 de la ATP, en la gira europea de tierra batida.

## Campeones
- Individuales masculinos:  Novak Djokovic derrotó a  Feliciano López por 7-6(4) y 6-2.

- Dobles masculinos:  Frantisek Cermak /  Filip Polasek derrotaron a  Oliver Marach /  Alexander Peya por 7-5 y 6-2